# Legioen van Eer (Filipijnen)

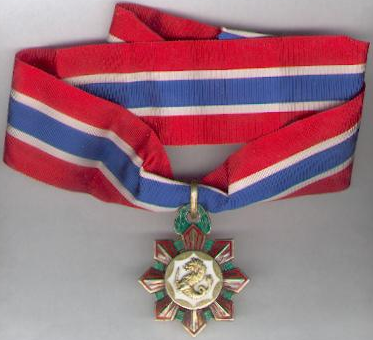
Legioen van Eer met de graad Commander

Het Legioen van Eer van de Republiek der Filipijnen werd in 1974 ingesteld. De orde lijkt sterk op het Amerikaanse Legioen van Verdienste. De ridderorde kende oorspronkelijk vier graden. Sinds 2003 wordt er onderscheid gemaakt in zes rangen.
- Chief Commander
- Grand Commander
- Grand Officer
- Commander
- Officer
- Legionair

Men verleent de onderscheiding aan Filipijnse en geallieerde militairen. De orde kan ook aan burgers worden toegekend.
Het kleinood of versiersel lijkt sterk op het Amerikaanse voorbeeld. Het is een achtpuntig rood geëmailleerd kruis met vier armen waarop kleine gouden ornamenten zijn bevestigd. Het kruis is op een gouden, groen geëmailleerde lauwerkrans gelegd. In het centrale medaillon is een zilveren zeeleeuw, een heraldisch wapendier in de vorm van een gestileerde leeuw met een vissenstaart, met een zwaard afgebeeld.
De door de Chief Commander op de borst gedragen ster is een grotere uitvoering van het kleinood.
Als verhoging is een kleine groene lauwerkrans aangebracht.
Het lint is rood met een wit-blauw-witte middenstreep. Men draagt, net als in Amerika, kleine geëmailleerde, gouden en zilveren sterren op het lint om de graad in de orde aan te geven.

## Personen onderscheiden met een Legioen van Eer

### Chief Commander
- Franklin D. Roosevelt (1947), president van de Verenigde Staten (postuum)[1]
- Chiang Kai-shek (1949), president van Taiwan[1]
- Soekarno (1951), president van Indonesië[1]
- Francisco Franco (1951), Spaans staatshoofd[1]
- Maxwell Taylor (1955), Amerikaanse generaal-majoor[1]
- Emilio Aguinaldo (1957), president van de Filipijnen[1]
- José Laurel (1959), president van de Filipijnen[1]
- Douglas MacArthur (1961), Filipijns veldmaarschalk[1]
- Dwight Eisenhower (1961), president van de Verenigde Staten[1]
- Daniel Inouye, Amerikaans senator
- Ferdinand Marcos (1972), president van de Filipijnen[1]
- Imelda Marcos, first lady van de Filipijnen[1]
- Lorenzo Tañada (1986), Filipijns senator[1]
- Claudio Teehankee sr. (1988) opperrechter van het Hooggerechtshof van de Filipijnen[1]
- Joaquin Roces (krantenuitgever) (1988), krantenuitgever[1]
- Jaime Sin (1992), aartsbisschop van Manilla[1]
- Sergio Osmeña (1994), president van de Filipijnen[1]
- Hassanal Bolkiah (1998), Sultan van Brunei[1]
- Akihito (2002), Keizer van Japan[1]
- Delfin Bangit (2010), Commandant van de Filipijnse krijgsmacht[1]
- Stephen Solarz (2010), Amerikaans senator[1]
- Teodoro Benigno (2011), journalist[1]
- James Reuter (2011), Amerikaanse jezuïtische priester[1]
- Ricardo David jr. (2011), Commandant van de Filipijnse krijgsmacht[1]
- Jesus Ayala (2011), industrieel (postuum)[1]
- Eduardo Oban jr. (2011), Commandant van de Filipijnse krijgsmacht[1]
- Jesse Robredo (2012), minister van binnenlandse zaken en lokaal bestuur[1]
- Hillary Clinton (2013), Amerikaans minister van buitenlandse zaken[1]

### Grand Commander
- Emilio Yap (2006), zakenmagnaat[1]
- Gilberto Teodoro jr. (2009), minister van defensie[1]
- Jaime Zobel de Ayala (2009), zakenmagnaat en voorzitter van de Help Educate and Rear Orphans Foundation[1]
- Napoleon Rama (2011), lid Constitutionele Conventie[1]

### Grand Officer
- Teodoro Locsin jr. (2002), lid van het Filipijns Huis van Afgevaardigden